# Taurus KEPD 350

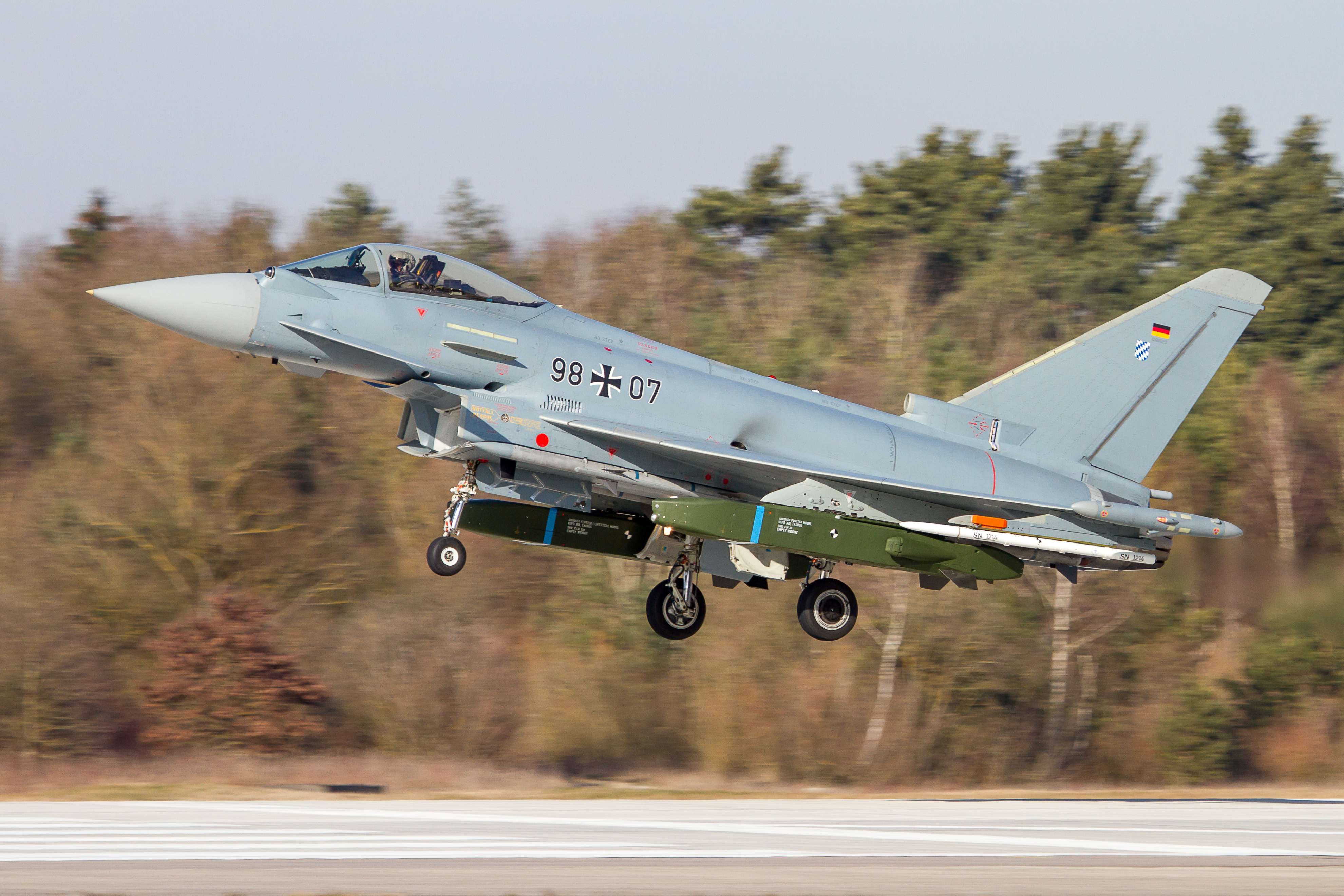
Eurofighter Typhoon con missili Taurus

Il Taurus KEPD 350 è un missile da crociera tedesco.
Progetto congiunto tedesco-svedese, il missile viene prodotto dalla Taurus Systems (joint venture nata dalla partnership tra MBDA Deutschland (ex LFK) e Saab Bofors Dynamics) e utilizzato dalle forze armate di Germania, Spagna e Corea del Sud.